# Pterocactus tuberosus
Pterocactus tuberosus es una especie de cactus perteneciente a la familia Cactaceae. 

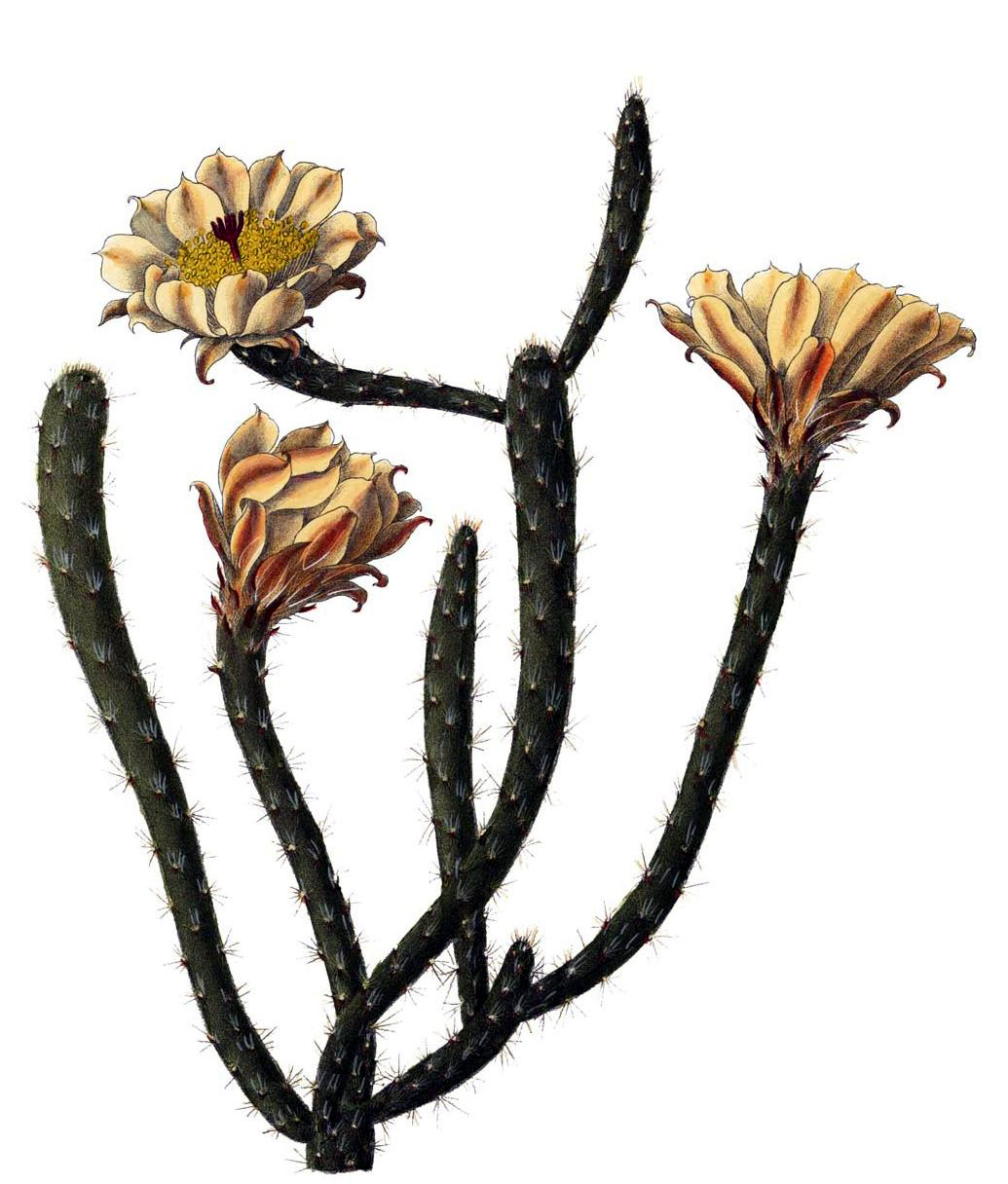
Ilustración

## Hábitat
Es endémica de Argentina en Neuquén, Río Negro, oeste de Tucumán, Catamarca, La Rioja, San Juan, oeste de Córdoba, La Pampa, Mendoza, extremo sur de Buenos Aires y Salta. La especie se encuentra en el Parque nacional Sierra de las Quijadas, El Leoncito y Lihué Calel, entre otros.

## Características
Cactus de grandes raíces tuberosas, cuerpo muy ramificado con segmentos cilíndricos de color entre azul claro a amarronado que se rompen fácilmente, las espinas, que surgen de los gloquidios, son de color blanco-marrón. Las flores nacen en los ápices de los segmentos nuevos y varían del amarillo pálido al intenso con el estigma de color blanco, rosa o rojo intenso. La floración se produce profusamente en primavera y verano.
Como táctica reproductiva este cactus pierde algunos de sus segmentos en otoño e invierno, los cuales, en su hábitat, son dispersados por vientos fuertes o tormentas de arena y enraízan para formar nuevas plantas durante la siguiente estación vegetativa.

## Cultivo
Se reproduce por medio de semillas o segmentos de la planta madre. Su cuidado es sencillo, siempre que se le proporcione pleno sol y se mantenga seco durante la estación fría.

## Taxonomía
Pterocactus tuberosus fue descrita por (Pfeiff.) Britton & Rose y publicado en The Cactaceae; descriptions and illustrations of plants of the cactus family 1: 32–33, f. 37. 1919.
Etimología
Pterocactus: nombre genérico que deriva de las palabras griegas: pteron, "alas", refiriéndose a las semillas aladas que tienen estas plantas.
tuberosus: epíteto latíno que significa "tuberoso"
Variedad aceptada
- Pterocactus tuberosus f. lelongii (Ruiz Leal ex R. Kiesling) R. Kiesling

Sinonimia
- Opuntia tuberosa
- Pterocactus kuntzei K.Schum.
- Pterocactus decipiens Gürke
- Pterocactus tuberosus var. decipiens (Gürke) W.T.Marshall[4]